# Jerzy Maciejewski (1905–2004)
Jerzy Maciejewski (ur. 17 grudnia 1905 w Krakowie, zm. 12 listopada 2004 w Chelmsfold, Essex, Anglia) – polski wojskowy. Przed II wojną światową współtwórca Działu Technicznego II Oddziału Sztabu Generalnego Wojska Polskiego. W czasie wojny twórca XIV stacji SOE jako jeden z 3 Polaków (Ludwik Surała i Dariusz Sobierajczyk), z których tylko ten ostatni mówił trochę po angielsku.

## Życiorys
Urodził się w rodzinie Antoniego i Antoniny Kapustów. Pochodził z rodziny o bogatych tradycjach rewolucyjnych. Jego dziadek, Ludwik Maciejewski jak i jego żona Paulina zd. Kompert brali czynny udział w powstaniu styczniowym, natomiast ojciec od wczesnej młodości związany był z PPS Frakcja Rewolucyjna. Za swą działalność 3 lata spędził w warszawskiej Cytadeli, a następnie został zesłany na Syberię. Po ucieczce z Warszawy  do Krakowa nadal działał w ruchu rewolucyjnym i mając 50 lat wstąpił do Legionów. Rodzina zaś, w ramach ewakuacji ludności Krakowa w obawie o zajęcie go przez wojska rosyjskie, została przeniesiona do Zakopanego. Tam Jerzy uczęszczał do gimnazjum, ale 2 razy „uciekał” walczyć o wolność Polski.  Brał udział jako ochotnik w wojnie 1920 roku, a następnie w III powstaniu śląskim. Tam też otrzymał Krzyż na Śląskiej Wstędze Waleczności i Zasługi.
Następnie przeniósł się do Krakowa, gdzie od 1927 do 1931 roku odbywał praktykę chemigraficzną w firmie Jabłoński i w Muzeum Przemysłowym. Następnie przeniósł się do Warszawy, gdzie  od 1932 do 1933 roku pracował i jednocześnie szkolił się w Prasie Polskiej.
Dzięki koneksjom ojca, jako zaufanego człowieka, w 1933 został zatrudniony w Samodzielnym Referacie Technicznym Oddziału II Sztabu Generalnego, w którym pracował do wybuchu wojny. Prace jego objęte były następującymi specjalnościami – trawienie w metalach, zecer, maszynista drukarski i offsetowy, pieczęcie gumowe suche i offsetowe.
Z początkiem września po zniszczeniu dokumentów i maszyn, co nie do końca się udało, musieli się ewakuować. Jerzy wraz z grupą kolegów granicę z Rumunią przekroczył 17 września 1939 roku w Śniatyniu.  Następnie poprzez Rumunię i Francję udali się do Anglii, dokąd Jerzy przybył 26 czerwca 1940 roku.
Od 21 lutego 1941 roku rozpoczął pracę w XIV Stacji SOE w Briggens (przepustka nr 27), jako oficer Kursu Doskonalenia Administracji Wojskowej w swojej specjalności,  którą zakończył 3 września 1945 roku. Stacja ta specjalizowała się podrabianiem dokumentów dla Cichociemnych zrzucanych na terytorium okupowanej Europy. W sumie podrobiono około 270 tysięcy paszportów, banknotów, kartek żywnościowych itp., które były nie do odróżnienia od oryginałów. Wszystkie dokumenty, banknoty i inne musiały być produkowane na papierach, których skład, gramatura i struktura były zgodne z oryginałem.  W tym celu oryginały sprowadzano z Europy specjalnymi samolotami i po zbadaniu ich zwracano na miejsce. Byli nawet specjaliści od pisma odręcznego specjalizujący  się w fałszowaniu (bardzo skutecznym) podpisów. Więcej na temat pracy tej stacji SOE w odnośniku.
W 1943 roku ożenił się z Angielką, a w 1955 roku otrzymał obywatelstwo brytyjskie. Wtedy też zmienił swe imię i nazwisko na George (Geoffrey) Macie (łatwiej wymawialne dla Anglików). Całe swe emigracyjne życie, aż do śmierci czuł się Polakiem, ale bardzo chwalił sobie mieszkanie na obczyźnie. Niestety nie doczekał się potomstwa.
Prawdę o swej pracy w czasie wojny wyjawił swoim bliskim dopiero tuż przed śmiercią w 2004 roku. Wcześniej owiane to było tajemnicą, zgodnie ze złożoną przysięgą, klauzula obejmowała około 50 lat.